# Islamische Universität Medina

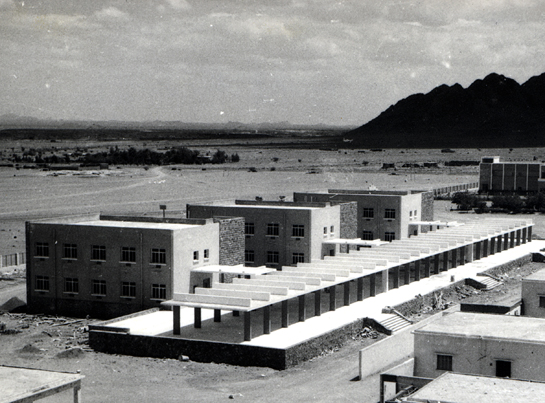
Dir ersten Gebäude der Universität in Medina, Masterplan von Wahbi al-Hariri-Rifai (1969)

Die Islamische Universität Medina (arabisch الجامعة الإسلامية بالمدينة المنورة, DMG al-Ǧāmiʿa al-Islāmīya bi-l-Madīna al-Munauwara; englisch Islamic University of al-Madinah al-Munawarah) ist eine islamische Bildungsinstitution in Saudi-Arabien. Sie wurde durch ein Dekret von König Saud ibn Abd al-Aziz im Jahr 1961 (1381 AH) in Medina, der heiligen Stadt des Islam, gegründet. Sie liegt unweit der Prophetenmoschee.
Im Jahr 2000 hatte sie etwa 3.000 Studenten.
Die Universität gilt als „Missionszentrale der Wahhabiya“, d. h. der konservativen und dogmatischen Bewegung der Wahhabiten des sunnitischen Islams hanbalitischer Richtung.
Sie steht unter der Aufsicht des saudischen Bildungsministeriums und bezweckt die Ausbreitung der wahhabitschen Lehre des Islam, die Umsetzung des islamischen Fundamentalismus und die islamische Erweckungsbewegung. Sie wurde gegründet, „mit der Absicht, die islamische Dogmatik (ʿAqīda) zu erneuern, indem einzelne aus jedem islamischen Land aufgerufen werden, nach Medina (al-munawwara) zu kommen, den Islam zu studieren (…) und dann zu ihren Leuten zurückzukehren, um zu unterweisen und rechtzuleiten“.
Die Universität wurde 1961 als eine Schule für Höhere Bildung gegründet, mit dem Schwerpunkt auf Themen des Islam. Als erstes wurde die Fakultät für Scharia-Wissenschaften eröffnet.
Die Universität hat Fakultäten für islamisches Recht (Scharia), den “Heiligen Koran” und Islamstudien, Da'wa und Grundlagen der Religion (Uṣūl ad-Dīn), islamische Überlieferungen (Hadith), arabische Sprache und islamische Predigt. An der Universität kann man auch die akademischen Grade Bachelor of Arts und auch Master und Doktor erwerben. Es werden heute auch Ausbildungen unter anderem in Computertechnik, Medizin, Angewandte Wissenschaften, Ingenieurwissenschaften und Pharmazie angeboten.
Unterrichtssprache ist arabisch. Studenten die die Sprache nicht beherrschen, können an einem zweijährigen Programm des Arabisch-Instituts teilnehmen. Nach Erfolg können sie auf die Universitätscolleges wechseln und sich auf Islamstudien konzentrieren.